# Westbeskiden

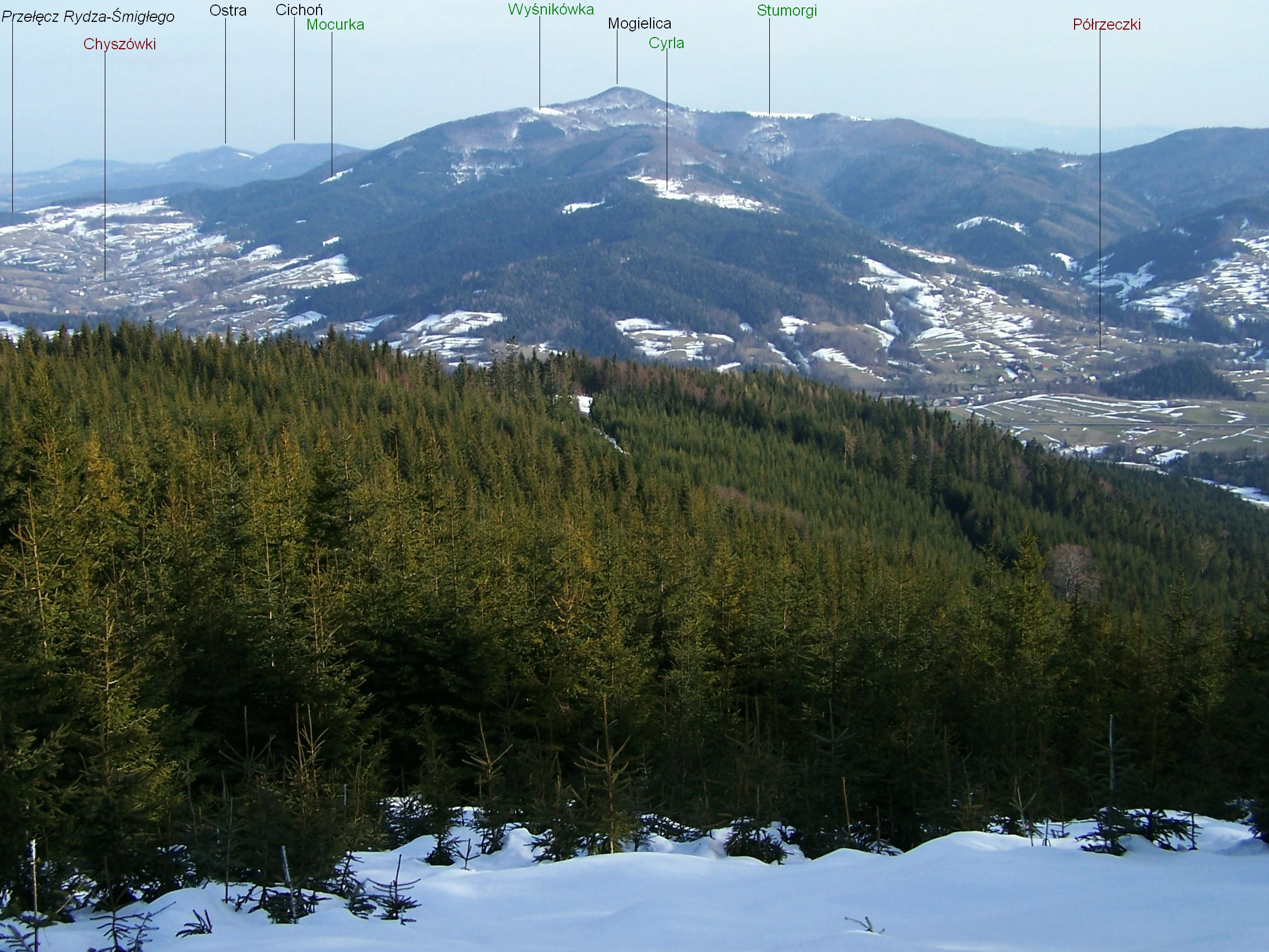
Inselbeskiden

Die Westbeskiden (poln. Beskidy Zachodnie) sind ein Gebirgszug der Äußeren Westkarpaten in Polen (Woiwodschaft Schlesien sowie Woiwodschaft Kleinpolen). Kleinere Teile liegen auch in der Slowakei und Tschechien. Ihr höchster Gipfel ist die Babia Góra mit 1725 m in den Saybuscher Beskiden.

## Abgrenzung
Im Westen schließen sich die Westbeskiden und im Osten die Ostbeskiden (Waldkarpaten) an. Die Mittelbeskiden stellen ein kleines Bindeglied zwischen den beiden größeren Gebirgszügen dar. Sie gehören zu den Äußeren Westkarpaten.

## Gliederung
Die Westbeskiden gliedert sich in zahlreiche Gebirgszüge:
- Beskid Śląsko-Morawski (Schlesisch-Mährische Beskiden)
- Beskid Śląski (Schlesische Beskiden)
- Kotlina Żywiecka (Saybuscher Becken)
- Beskid Mały (Kleine Beskiden)
- Beskid Makowski (Makower Beskiden)
- Beskid Wyspowy (Inselbeskiden)
- Kotlina Rabczańska (Rabka-Becken)
- Beskid Żywiecki (Saybuscher Beskiden)
- Gorce
- Kotlina Sądecka (Sandezer Becken)
- Beskid Sądecki  (Sandezer Beskiden)
- Čerchov (Čergov)
- Kischützer Bergland (Kisucká vrchovina)
- Arwaer Magura (Oravská Magura)

## Nachweise
- Jerzy Kondracki: Geografia regionalna Polski. Wydawnictwo Naukowe PWN, Warszawa 1998, ISBN 83-01-12479-2.

## Panorama

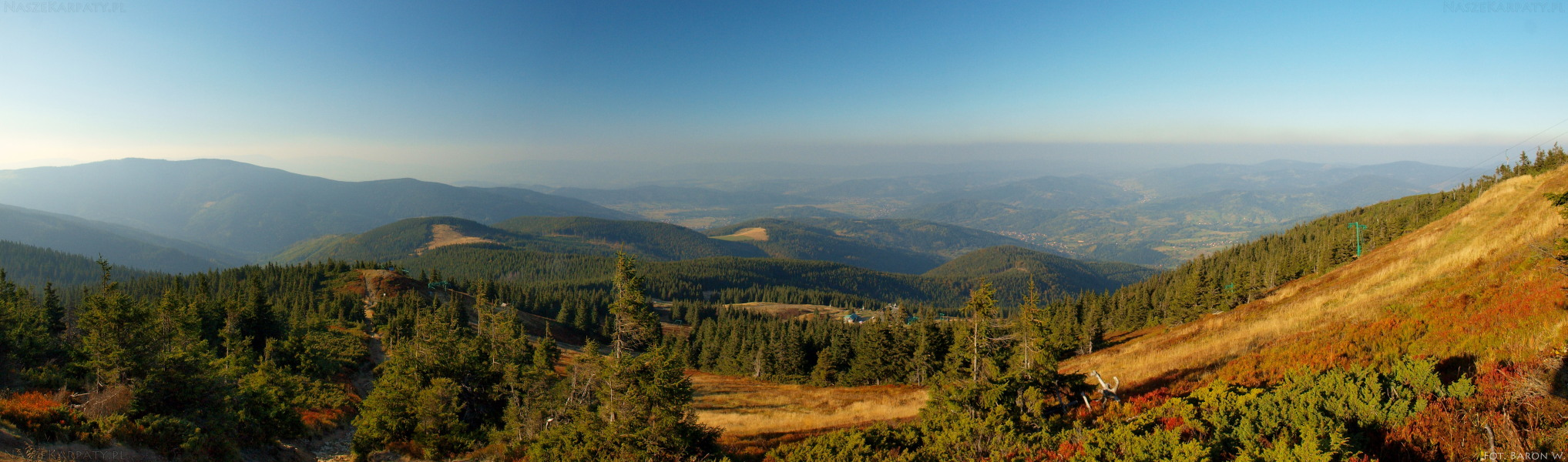
Panorama vom Pilsko